# Jeremy Collier

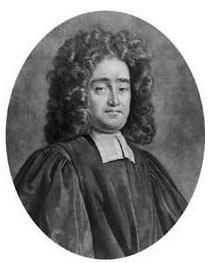
Jeremy Collier.

Jeremy Collier, född den 23 september 1650, död den 26 april 1726, var en engelsk präst och skriftställare.
Collier vägrade efter 1688 års revolution svärja tro- och huldhetsed åt kung Vilhelm och drottning Maria, utgav flera politiska broschyrer till förmån för de avsatte Stuartarnas sak och satt flera gånger i fängelse för sin övertygelse. 
Ryktbar blev han genom sitt käcka anfall mot den inom engelsk dramatik överhandtagande oanständigheten, som han gisslade i Short view of the immorality and profaneness of the english stage (1698). Trots överdrift och pedanteri i angreppet fick han allmänheten med sig, och från hans uppträdande förmärktes en avgjord förbättring i tonen inom engelsk dramatik.
Dryden erkände riktigheten av många bland Colliers anmärkningar; Congreve, Vanbrugh med flera sökte i hetsig ton försvara sig, men bemöttes av Collier i nya broschyrer, vilka finns intagna i femte upplagan av hans Short view (1730). 
Collier utgav även en värdefull engelsk kyrkohistoria, An ecclesiastical history of Great Britain to the end of the reign of Charles II (2 band 1708-1714). Till sin levnads slut verkade Collier som själasörjare för sina jakobitiska meningsfränder, de så kallade "non-jurors", från 1713 som biskop.